# دميرة
قرية دَمِيْرَة هي إحدى القرى التابعة لمركز طلخا في محافظة الدقهلية في جمهورية مصر العربية. بلغ إجمالي عدد السكَّان في دَمِيرَة 20582 نسَمة، منهم 10688 رجل و9894 امرأة، بحسَب إحصاءات سنة 2006.

## الاسم والتاريخ

### الاسم
ضبط الاسم ياقوت الحَمَوي بقوله: دَمِيْرَةُ: بفتح أوله، وكسر ثانيه، وياء مثنَّاة من تحت ساكنة، وراء مهملة: قرية كبيرة بمصر قرب دِمْياط.

### التاريخ
قرية دَمِيْرَة من القرى القديمة، واسمها الأصلي وقت الفتح الإسلامي لمصر رسديونيسي (بالإنجليزية: Rasdionisi)‏، وقد وردت باسم الأوسية وتُعرف باسم دَمِيرَة البحرية في أعمال السمنودية ضمن قرى الروك الصلاحي التي أحصاها ابن مماتي في كتاب قوانين الدواوين. ووردت باسم دميرة البحرية في أعمال الغربية ضمن قرى الروك الناصري التي أحصاها ابن الجيعان في كتاب «التحفة السنية بأسماء البلاد المصرية». 
وفي العصر العثماني كان اسمها في تربيع سنة 933هـ/ 1527م الذي أجراه الوالي العثماني سليمان باشا الخادم في عصر السلطان العثماني سليمان القانوني دَمِيرَة البحرية ضمن قرى ولاية الغربية. وفي عام 1228هـ/ 1813م الذي عَدَّ قرى مصر بعد المسح الذي قام به محمد علي باشا باسم دَمِيْرَة ضمن قرى مديرية الغربية.

## أبناؤها
من مشاهير أبنائها: 
- العالم كمال الدين الدميري.
- الكاتب سعد الدين وهبة.
- المنشد الديني سيد النقشبندي.

## طالع أيضًا
- محافظة الدقهلية
- قائمة قرى محافظة الدقهلية